# Travel-Air-Unfall
Der Travel-Air-Unfall war ein Flugunfall am 31. Mai 1987 auf dem Flughafen Lübeck-Blankensee, als eine Cessna Citation I der Travel Air (Luftfahrzeugkennzeichen D-IAEC) im Landeanflug bei leichtem Regen mit einem Antennenmast kollidierte und zu Boden ging. An Bord der Maschine befanden sich neben dem Piloten und der Kopilotin (Elisabeth Friske) der Politiker Uwe Barschel sowie ein Sicherheitsbeamter. Nach dem Aufprall fing die Maschine Feuer und brannte aus. Uwe Barschel überlebte als einziger. Die Kopilotin hatte 1971 die Notlandung des Paninternational-Flug 112 überlebt.

## Flugverlauf
Die in Köln-Bonn gestartete Maschine ging gegen 23 Uhr mit vier Personen an Bord in den Landeanflug auf den Flughafen Lübeck-Blankensee über. Kurz vor der Landung prallte die linke Tragfläche gegen den 16 Meter hohen NDB-Antennenmast. Sie ging zu Boden, wo sie Feuer fing und brennend über ein Feld raste. Als die Maschine zum Stehen kam, brannte sie aus, wobei nur eine Person überlebte. Die letzten Worte der Besatzung waren: „Flughafen in Sicht“ und „Landebahnbefeuerung abdunkeln“.

## Ursache
Als Ursache gilt ein ungeklärter CFIT; die Piloten flogen weit unter der am Funkfeuer vorgeschriebenen Höhe.